# Andrzej Czok

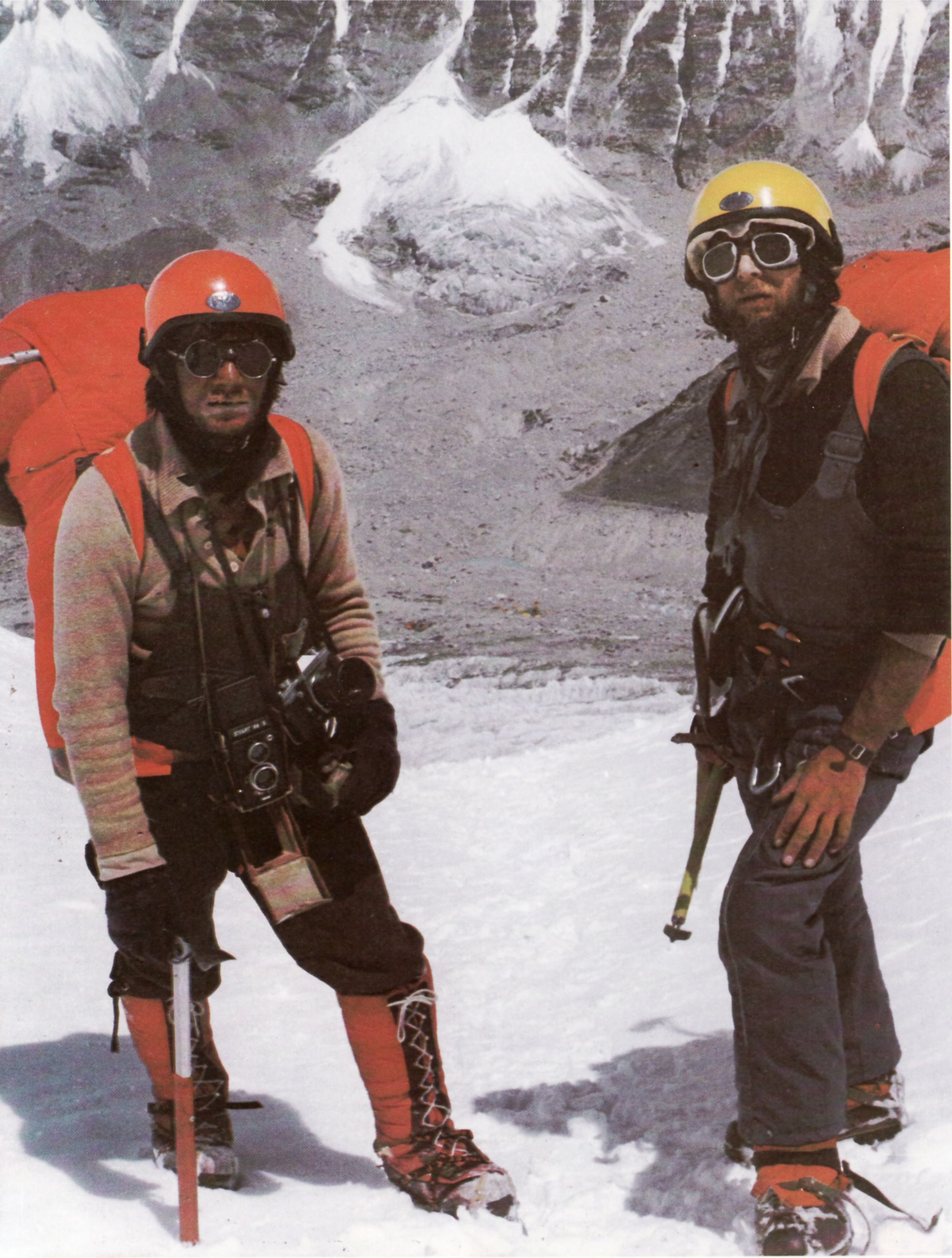
Jerzy Kukuczka i Andrzej Czok (po prawej) podczas wyprawy na Mount Everest (wiosna 1980). 19 maja 1980 zdobyli oni szczyt nową drogą

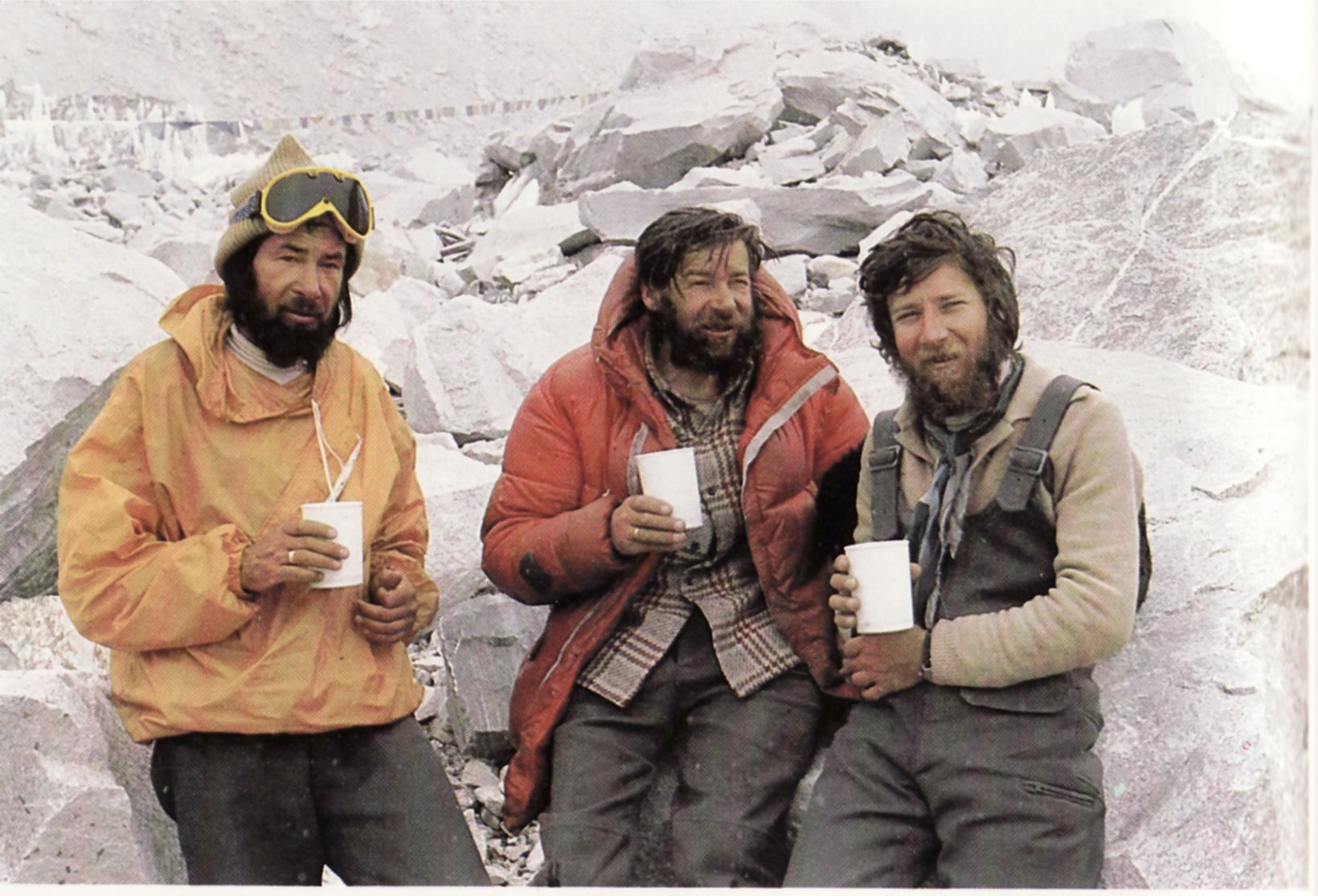
Zygmunt Andrzej Heinrich (od lewej), Kazimierz Olech i Andrzej Czok odpoczywają w bazie podczas wyprawy na Mount Everest

Andrzej Czok (ur. 11 listopada 1948 w Zabrzu, zm. 11 stycznia 1986 na stokach Kanczendzongi) – polski himalaista związany z gliwickim Klubem Wysokogórskim. Taternikiem był od 1970 r. Poza Tatrami wspinał się też w Dolomitach i Alpach Zachodnich, później w Pamirze, Andach, Himalajach i Karakorum.

## Himalaizm
Swój pierwszy ośmiotysięcznik zdobył 4 października 1979 roku, kiedy to grupa himalaistów w składzie: Andrzej Czok, Jerzy Kukuczka, Zygmunt Andrzej Heinrich, Janusz Skorek weszła na szczyt Lhotse. Niespełna rok później z Kukuczką stanął na szczycie najwyższej góry świata, Mount Evereście, a następnie samotnie w 1982 roku na Makalu. Swój czwarty ośmiotysięcznik – Dhaulagiri – zdobył ponownie z Kukuczką, a stało się to 21 stycznia 1985 roku. Było to pierwsze zimowe wejście na ten szczyt. Andrzej Czok okupił je poważnymi odmrożeniami, w wyniku których stracił części pięciu palców u obu stóp. Mimo tego już rok później podjął nowe wyzwanie. Była to Kanczendzonga – próba zdobycia kolejnego ośmiotysięcznika po raz pierwszy porą zimową. Wierzchołek góry uznawanej przez Tybetańczyków za świętą nie był mu pisany. Osłabiony organizm przegrał z chorobą wysokościową. Zasłabł po dotarciu do obozu IV. Po wycofaniu się z drogi na szczyt zmarł 11 stycznia 1986 w obozie III na obrzęk płuc. Jego ciało spoczęło w szczelinie lodowej na południowej ścianie Kanczendzongi.

## Najważniejsze osiągnięcia wspinaczkowe

### Tatry
- 1973 – nowa droga na Młynarczyku
- 1975 – nowa droga na Żabiej Turni Mięguszowieckiej
- 1976 – nowa droga na Ramieniu Krywania
- 1974 – pierwsze przejście zimowe środka północnej ściany drogą Kurczaba Wielkiej Jaworowej Turni.

### Alpy
- 1974 – pierwsze polskie przejście południowej ściany Aiguille du Fou i filara Gervasuttiego na Mont Blanc du Tacul
- 1977 – zimowe przejście filara Piussiego na Cima Su Alto
- 1978 – zimowe przejście północnej ściany Eigeru wraz z Janem Wolfem, Januszem Skorkiem i Walentym Fiutem
- 1978 – nowa droga na Finsteraarhornie wraz z Janem Wolfem, Januszem Skorkiem i Walentym Fiutem.

### Andy
- 1981 – przejście zachodniej ściany Yerupajá
- 1981 – przejście północno-zachodniej ściany Ninashanca

### Pamir
- 1975 – Szczyt Lenina
- 1978 – Szczyt Korżeniewskiej
- 1978 – Pik Kommunizmu (obecnie Szczyt Ismaila Samaniego), w rekordowym czasie trzech dni na wejście i zejście

### Himalaje i Karakorum
- 1976 – nowa droga północno-wschodnią granią na K2, dotarcie do wysokości 8000 m n.p.m.
- 1979 – wejście bez tlenu na Lhotse razem z Jerzym Kukuczką, Zygmuntem Andrzejem Heinrichem i Januszem Skorkiem
- 1980 – nową drogą na Mount Everest z Jerzym Kukuczką
- 1982 – samotny atak i wejście zachodnią ścianą na Makalu
- 1983 – Thalay Sagar w Himalajach Garhwalu, pierwsze wejście płn.-wsch. filarem z Januszem Skorkiem, Hansem Christianem Dosethem, Frodem Guldalem i Havardem Nesheimem
- 1985 – pierwsze zimowe wejście na Dhaulagiri bez tlenu z Jerzym Kukuczką.